# Coleopucciniella idei
Coleopucciniella idei är en svampart som beskrevs av Hirats. 1937. Coleopucciniella idei ingår i släktet Coleopucciniella och familjen Pucciniaceae.   Inga underarter finns listade i Catalogue of Life.